# Península de Macanao
Península de Macanao é um município da Venezuela localizado no estado de Nueva Esparta.
A capital do município é a cidade de Boca del Río.